# Club de Críquet de San Pedro
El Club de Críquet de San Pedro es el representativo de la Ciudad del Vaticano en partidos internacionales. Los jugadores del club lo conforman sacerdotes y seminaristas. Con su lanzamiento se pretende lograr, por medio del deporte y especialmente del críquet, la relación fraterna con otros países donde esta disciplina es popular como la India, Inglaterra, Pakistán, Bangladés y Sri Lanka.

## Historia
El club se funda el 22 de octubre de 2013 por iniciativa del embajador australiano ante la Santa Sede, John McCarthy,  durante el papado de Francisco. El primer presidente del equipo es el sacerdote indio Theodore Mascarenhas, y su presidente honorario monseñor Melchor Sánchez.
El primer juego del club se lleva a cabo el 7 de abril de 2014 en el campo Campannelle de la ciudad de Roma ante el equipo inglés Nomads XI bajo la modalidad Twenty20, el cual ganan con marcador de 141/8 a 130/8. Para el mes de septiembre de ese mismo año se anuncia la realización del primer tour Light of Faith en Inglaterra, por lo que se realiza la respectiva presentación de la nómina de San Pedro conformada por ocho hindúes (entre ellos el entrenador Joseph Karimpani), dos ceilaneses, un inglés (el capitán Tony Currer), un irlandés y un paquistaní. Los rivales incluyen a representantes de la Iglesia anglicana.
El 17 de octubre de 2015 el equipo se enfrenta al Mount Cricket Club de Inglaterra, en lo representa el primer juego contra un conjunto formado por creyentes del Islam.
En el mes de abril de 2017 se realizan una serie de encuentros contra equipos de integrantes musulmanes, hinduistas, y judíos en Fátima (Portugal) en el marco de la celebración de centésimo aniversario de las apariciones de la Virgen de Fátima.
El 6 de julio de 2018 el conjunto de San Pedro sostiene un juego en Lord's Cricket Ground, en Ciudad de Westminster (Inglaterra), considerado como la «catedral del críquet». Además, entre el 27 de diciembre del mismo año y el 3 de enero de 2019 viaja por primera vez fuera de Europa, precisamente a la República Argentina, donde enfrenta a la selección nacional entre otras actividades.